# ПС-90А
ПС-90А — советский/российский турбовентиляторный двигатель, разработан КБ «Авиадвигатель» в 1980-х годах; последняя разработка авиаконструктора П. А. Соловьёва, в честь которого и назван: ПС — Павел Соловьёв.
Производится на АО «ОДК-Пермские моторы».
Устанавливается на пассажирские самолёты семейства Ил-96 (Ил-96-300 и Ил-96-400), Ту-204 (Ту-204-100, Ту-204-300, Ту-214), и семейство грузовых самолётов Ил-76 (Ил-76МД-90А, Ил-76ТД-90, А-50ЭИ, Ил-76МФ).
Максимальная тяга — 16 000 кгс; по схеме является двухконтурным турбореактивным двигателем со смешением потоков (внутреннего и наружного контуров) и с реверсивным устройством в наружном контуре. Выполнен по двухвальной схеме и состоит из: вентилятора, совмещённого в одном роторе с двухступенчатым осевым компрессором низкого давления, 13-ступенчатого осевого компрессора высокого давления, комбинированной трубчато-кольцевой камеры сгорания, двухступенчатой турбины высокого давления и четырёхступенчатой турбины низкого давления. Конструкция двигателя выполнена с учётом обеспечения принципа модульности.

## История разработки
В конце 1982 года был объявлен конкурс на унифицированный двигатель для пассажирских самолётов нового поколения Ту-204 и Ил-96, удовлетворяющий актуальным мировым требованиям по экономичности, шумности, безопасности и экологическим характеристикам.
Основными конкурентами в конкурсе были двигатели НК-64 ОКБ Кузнецова и Д-90А ОКБ Соловьёва, где последний показал преимущество по удельному расходу топлива, массе, степени двухконтурности и себестоимости производства. Кроме того, КБ Соловьёва имело возможность быстро запустить свой двигатель в серию. При разработке нового двигателя его проектная тяга была поднята с 13 500 (Д-90) до 16 000 кгс (Д-90А) за счёт более напряжённых термодинамических характеристик, благодаря чему исходный трёхдвигательный проект Ту-204 стал двухдвигательным.
Д-90А (с 1987 — ПС-90А) продемонстрировал превосходство над двигателями, разработанными в 1960-х — 1970-х и должен был составить конкуренцию аналогичным двигателям, производившихся вне СССР.
Новый двигатель впервые поднял в воздух самолёт Ил-96 в 1988 году и Ту-204 в 1989 году.
Сертифицирован в 1992 году и с тех пор находится в производстве и эксплуатации.
В 1990-х годах при акционировании АО «Пермские моторы» комиссия Госкомимущества РФ под руководством П. И. Мостового приняла решение о нецелесообразности финансирования проекта ПС-90. В 1995 году были проведены межведомственные испытания и сдача в эксплуатацию первого агрегата ГПА-12Р «Урал» с ГТУ-12П (на базе авиационного двигателя ПС-90) на КС «Ординская», ООО «Газпром трансгаз Чайковский». С 1996 по 2001 не было поставлено ни одного нового двигателя. Однако возобновившиеся в 2000-х годах заказы со стороны эксплуатантов, включая нефтегазовую отрасль, удержали проект на плаву.
Двигатель эксплуатируется по техническому состоянию в пределах назначенных ресурсов (циклов) основных деталей. Максимальная наработка без снятия с крыла составляет 12 198 часов (заводской номер 3949043102040), что в два раза превышает межремонтный интервал двигателей предыдущего поколения, а лидерный двигатель наработал 35 503 ч (заводской номер 3949042001017).
ПС-90А имеет сертификат о соответствии нормам ИКАО 2008 года по эмиссии и обеспечивает всем самолётам, на которые устанавливается, соответствие нормам ИКАО на шум самолётов, в том числе и последним — по главе 4.

## Технические характеристики
| Технические характеристики двигателей                               | ПС-90А(Е)     | ПС-90А(Е)1    | ПС-90А(Е)-76         | ПС-90А2       | ПС-90А3       |
| ------------------------------------------------------------------- | ------------- | ------------- | -------------------- | ------------- | ------------- |
| Тяга на чрезвычайном режиме, кгс                                    | 17500         |               | 16000                | 17500         | 17500         |
| Тяга на взлётном режиме, кгс                                        | 16000         | 17400         | 14500                | 16000         | 16000         |
| Тяга на крейсерском режиме (H = 11 км, M = 0,8), кгс                | 3500          | 3500          | 3500                 | 3500          | 3500          |
| Уд. расх. топлива на крейс. режиме (H = 11 км, M = 0,8), кг/(кгс·ч) | 0,595         | 0,604         | 0,595                | 0,6           | 0,6           |
| Степень повышения давления в компрессоре                            | 35,5          | 38            | 29                   | 33,5          |               |
| Степень двухконтурности                                             | от 4,5 до 5,4 | от 4,5 до 5,4 | от 4,5 до 5,4        | от 4,5 до 5,4 | от 4,5 до 5,4 |
| Макс. расход воздуха, кг/с                                          | 504           | 504           | 504                  | 504           |               |
| Макс. температура перед турбиной, К                                 | 1640          | 1640          | 1640                 | 1840          | 1840          |
| Длина, мм                                                           | 4964          | 4964          | 4964                 | 4964          |               |
| Диаметр вентилятора, мм                                             | 1900          | 1900          | 1900                 | 1900          | 1900          |
| Сухая масса, кг                                                     | 2950          | 2950          | 2950                 | 3000          | 3000          |
| Поставочная масса, кг                                               | 4160          | 4250          | 4160                 | 4230          | 4230          |
| Высота полёта, м                                                    | 13100         | 13100         | 13100                | 13000         | 13000         |
| Высотность аэродромов, м                                            | до 3500       | до 3500       | до 3500              | до 3500       | до 3500       |
| Температура воздуха у земли для запуска и работы, °С                | −47…+45       | −47…+45       | −47…+45              | −47…+45       | −47…+45       |
| Ресурс до съёма с крыла, циклов                                     | 1255          | 643           | 2601 (11 тыс. часов) | 7,5 тыс.часов |               |

## Модификации
Существует несколько модификаций двигателя: базовая ПС-90А, а также ПС-90А-76, ПС-90А-1 и ПС-90А-2. Осваивается производство модифицированного ПС-90А-3.

### ПС-90А

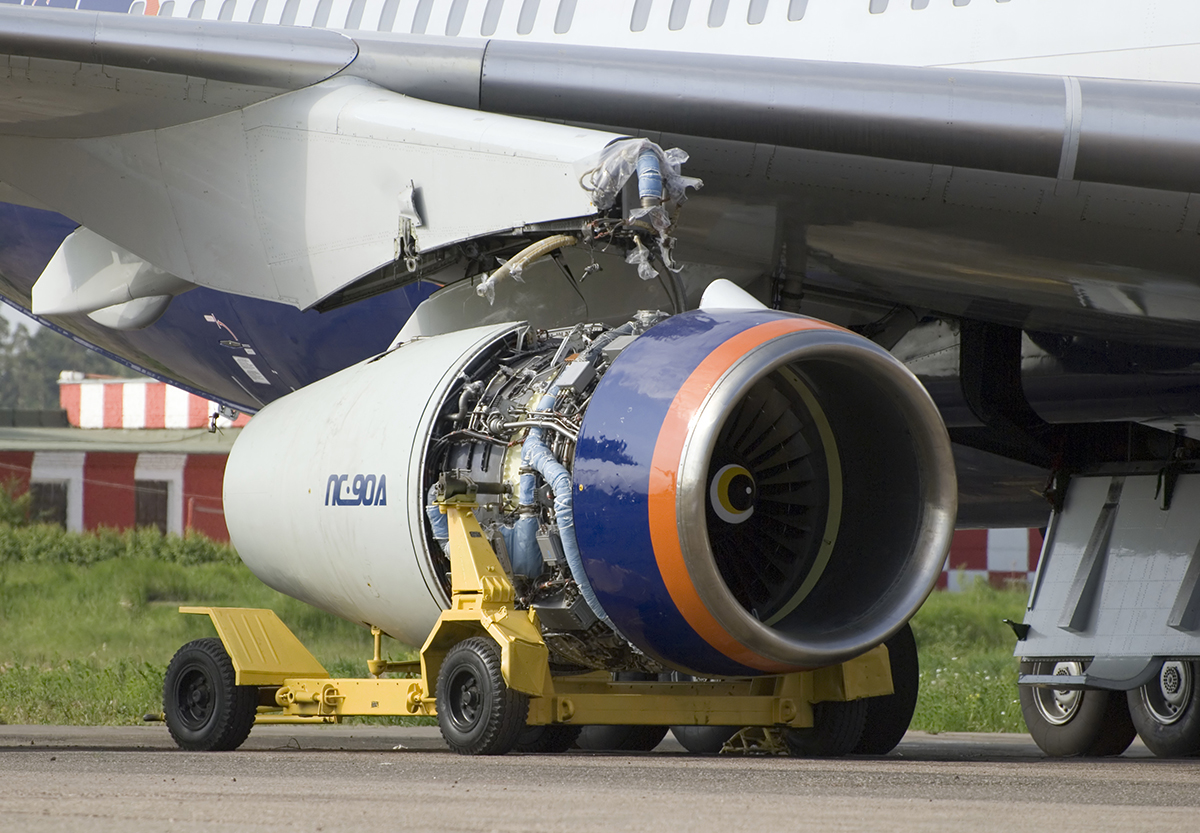
Двигатель ПС-90А для самолёта Ил-96

Двигатель ПС-90А — базовая версия, устанавливаемая на Ил-96-300, Ил-96-400, и Ту-204, Ту-214. Максимальная тяга — 16 000 кгс. Этот двигатель впервые позволил российским самолётам быть конкурентоспособными по топливной эффективности. Разработка началась в 1979 году, стендовые испытания — в 1983, лётные испытания на крыле Ил-76 — в 1987, первый полёт Ил-96-300, оснащённого четырьмя предсерийными образцами этого двигателя, состоялся в 1988 году, а сертификат получен в 1992.

### ПС-90А-76

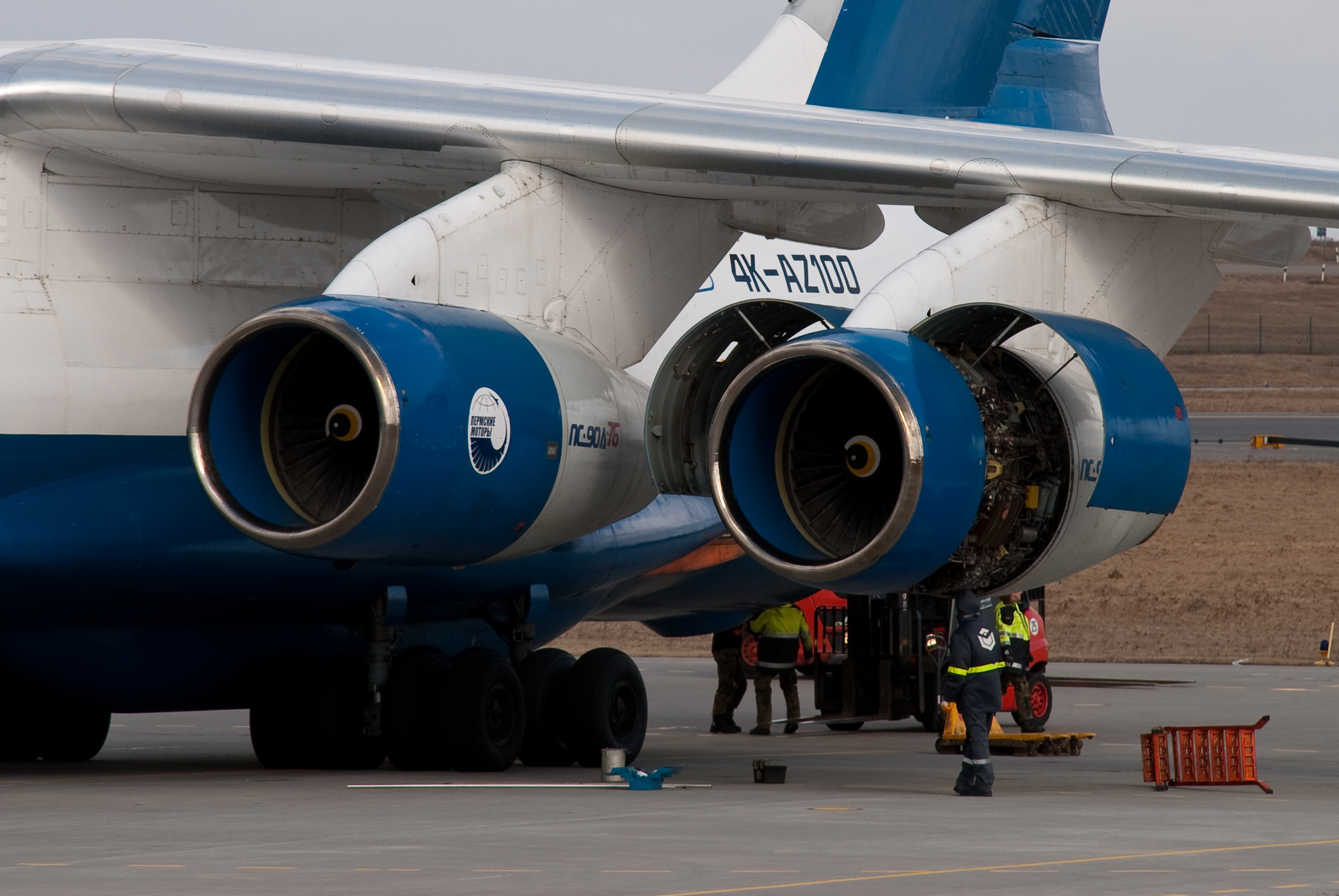
Двигатели ПС-90А-76 на самолёте Ил-76

Модификация базовой версии ПС-90А. Разработан специально для замены устаревших Д-30КП на самолётах Ил-76. Этот чрезвычайно удачный транспортный самолёт столкнулся в 1990-х годах с жёсткими международными требованиями по экологичности и шуму. ПС-90А-76 позволил устранить эти недостатки. Возможна конвертация в эту модификацию из ранее выпущенных двигателей базовой модификации ПС-90А, что позволяет заметно снизить стоимость. Максимальная тяга — 14 500 кгс. Двигатель сертифицирован и стал эксплуатироваться в 2003 году.

### ПС-90А1
Модификация базовой версии ПС-90А. Увеличена тяга двигателя на максимальном режиме до 17 400 кгс. Кроме этого, двигатель оснащён малоэмиссионной камерой сгорания и новыми звукопоглощающими конструкциями 2-го поколения. Предназначен для эксплуатации на транспортном самолёте Ил-96-400Т и на пассажирском Ил-96-400М.
В последние дни 2007 года ОАО «Авиадвигатель» получило официальный документ, подтверждающий сертификацию авиационного двигателя ПС-90А1 — дополнение № 29 к сертификату типа двигателя ПС-90А.

### ПС-90А2
Модификация ПС-90А. Внедрение лопаток нового сплава ЖС-32 вместо ЖС-26 в ПС-90А, перфорация кромок лопаток турбины высокого давления, около 200 шт. на лопатку, а также керамическое напыление на основе ZrО2, позволило увеличить максимальную температуру газов перед турбиной на 200 K, то есть температура составляет около 1821—1840 K. Керамическое напыление присутствует и в камере сгорания.
Унифицированный двигатель ПС-90А2 предназначен для самолётов типа Ил-96, Ту-204/Ту-214.
По сравнению с базовым ПС-90А двигатель ПС-90А2 обладает рядом преимуществ, в числе которых:
- повышение надёжности в 1,5—2 раза
- снижение стоимости жизненного цикла на 37 %
- уменьшение трудоёмкости обслуживания в эксплуатации в 2 раза
- возможность форсирования по тяге до 18 000 кгс
- полная взаимозаменяемость с двигателем ПС-90А
- сохранение массо-габаритных характеристик
- стабильность параметров в процессе эксплуатации
- соответствие нормам ИКАО 2006 года по шуму (самолётов Ту-204, Ил-96-300) и нормам ИКАО 2008 года по эмиссии
- разрешение на полёты ETOPS 180 двухдвигательных самолётов
- локализация разрушений при обрыве рабочей лопатки вентилятора под корень
- повышение пожаробезопасности в связи с заменой части гидравлических агрегатов на пневматические
- возможность замены рабочих и спрямляющих лопаток вентилятора в эксплуатации
- сертификация по АП-33 (соответствуют Нормам лётной годности США FAR 33)

Некоторые российские узлы, агрегаты и детали заменены на импортные аналоги. В ПС-90А2 использовались технологии двойного назначения, полученные в результате совместной работы с Pratt & Whitney, в результате чего на экспорт двигателя были наложены ограничения Госдепартаментом США. В частности, был сорван контракт на поставку новых самолётов Ту-204СМ в Иран.
В начале 2014 года интеллектуальные права на двигатель были выкуплены у американской компании, но самолёты Ту-204СМ так и не были поставлены в Иран.
Разработка двигателя началась в середине 1990-х, из-за перебоев с финансированием сертификат выдан в январе 2010 года
Ресурс горячей части = 10 000 циклов. Ресурс холодной части = 20 000 циклов. Средняя наработка на съем с крыла = 7500 часов. Готовность к вылету = 99,95%. Срок службы = 12 лет.

### ПС-90А3
Модификация сертифицированного в 2009 году двигателя ПС-90А2. Главной причиной создания этой модификации послужила невозможность экспорта ПС-90А2 из-за запрета, наложенного Госдепартаментом США.
Сертификат типа выдан в январе 2011 года

## Сопоставимые двигатели
- Pratt & Whitney PW2000
- Rolls-Royce RB211
- ПД-14